# Себастијан Лердо де Техада
Себастијан Лердо де Техада Корал (шп. Sebastián Lerdo de Tejada Corral; Халапа, 24. април 1823 — Њујорк, 21. април 1889) је био мексички правник и либерални политичар који је био председник Мексика, наследивши Бенита Хуареза који је преминуо од срчаног удара у јулу 1872. Лердо је касније изанбран на председника 1872. захваљујучћи својим претходним дужностима главног судије врховног суда. Хуарезов политички ривал либерални генерал Порфирио Дијаз је покушао да изврши државни удар против Хуареза, али је његов план де ла Норија пропао и Дијаз је био елиминисан као политички противник током Лердовог првог председничког мандата од 1872. до 1876, што је Лерду дало знатну слободу да спроводи свој програм без иаквог политичког мешања. Лердо је био успешнији од Хуареза у његовим последњим годинама председниковања у умиривању државе и ојачавању мексичке државе. Кандидовао се за следећи мандат 1876. и био изаран, али су га збацили Дијаз и његове присталице по плану из Тустепека, који је истакао принцип да се председник не бира поново по истеку мандата. Лердо је преминуо у игзнантсву у Њујорку 1889, али је Дијаз замолио да се његово тело врати у Мексико и да се сахрани уз све државне почасти. Не рачунајући Мигела Мирамона, непризнатог председника током Реформског рата, Лердо је био први од признатих председника који није био рођен током шпанске колонијалне власти.